# Vannio
Vannio (1 a.C. circa – dopo il 50) fu un re delle tribù germaniche dei Quadi e dei Marcomanni.
Visse nel I secolo. Il regno di Vannio (regnum Vannianum) si trovava nella parte occidentale dell'odierna Slovacchia, comprendeva i territori fino all'attuale Boemia, e si trattò della prima unità politica dell'area slovacca. Tacito infatti parla di un regnum vannianum che si estendeva a nord del Danubio tra i fiumi Morava e Váh.

## Biografia
Salì al trono dopo la cacciata di Maroboduo nel 18-19, in seguito alla sconfitta di quest'ultimo contro una coalizione germanica condotta da Arminio dei Cherusci. Fu un fedele alleato e cliente dei Romani, a nord del limes danubiano e delle province romane di Pannonia e Dalmazia, tra il 18/19 ed il 50. Egli regnò durante il regno di Tiberio e poi di Claudio, fino a quando fu cacciato dai suoi stessi sudditi ed il suo regno fu diviso tra i suoi due nipoti, Vangio e Sidone.